# Angolar
Angolar (angolarem: n'golá) je kreolský jazyk na bázi portugalštiny. Používá se na ostrově Svatý Tomáš (součást státu Svatý Tomáš a Princův ostrov). Na ostrově se používá v jeho jižní části a podél pobřeží. Podle Ethnologue měl angolar v roce 1998 5000 mluvčích.
Jazykem mluví potomci otroků, kteří byli přivezeni z Angoly. Vychází z portugalštiny (Angola i Svatý Tomáš byli součástí Portugalské koloniální říše), byl ale silně ovlivněn jazykem kimbundu (jazyk z bantuské jazykové rodiny, používaný v Angole).